# Stories (àlbum d'Avicii)
Stories és el segon àlbum d'estudi del músic suec Avicii. Va ser llançat a nivell mundial el dia 2 d'octubre del 2015.

## Precedents
A l'estiu del 2014, Avicii ja va començar a desvelar informació del seu segon àlbum d'estudi. Va diferenciar-lo de True, dient que estaria més "orientat a les cançons". Dos de les primeres cançons que va començar a punxar a mitjans 2014 van ser My Father Told Me (que acabaria sent The Nights), Divine Sorrow i No Pleasing Woman (que comptava amb la veu de Billie Joe Armstrong de Green Day i que no seria llançada). El dia 10 de Setebre, el suec va haver de cancel·lar totes les seves aparicions públiques, inclosa la seva actuació al festival TomorrowWorld, a causa de problemes de salut.

### The Days / The Nights
Durant el mes de Setembre dos noves cançons d'Avicii van aparèixer a la xarxa per raons diferents abans de ser publicades oficialment. The Days, que va servir de banda sonora a un anunci de roba, i The Nights, com a banda sonora del videojoc Fifa 15. El dia 3 d'Octubre va sortir oficialment The Days, acompanyada del seu Lyric video oficial. La versió definitiva de The Days compta amb la veu de Robbie williams, però Avicii havia punxat versions amb la veu de Brandon Flowers i Salem Al Fakir anteriorment. Durant el mes de Novembre es va anunciar l'EP The Days/Nights, que va sortir el dia 1 de Desembre. Inclou ambdues cançons, així com remescles per totes dues.
El dia 17 de Novembre Avicii va compartir l'àudio oficial de The Nights al seu canal de YouTube. L'endemà es va posar a la venda Divine Sorrow, la col·laboració que Avicii va fer amb Wyclef Jean per una campanya per la prevenció de la Sida. El 2 de Desembre, Avicii va compartir el lyric video oficial de The Nights, i un parell de setmanes més tard arribaria el videoclip oficial de la cançó.
La versió Avicii By Avicii de The Nights va arribar a principis de Gener, així com la resta de remescles oficials per la cançó.

### Avançaments del disc en festivals i podcasts
Durant la seva actuació al Future Music Festival de principis de Març, Avicii va estrenar una nova cançó del seu proper àlbum anomenada Heaven i que compta amb la veu de Chris Martin de Coldplay. Heaven no va formar part de Stories finalment, i avui dia no ha estat publicada oficialment. A finals de mes, Avicii va tornar a actuar a l'Ultra Music Festival de Miami on va estrenar unes quantes noves cançons inèdites que en teoria formarien part de Stories, tot i que part d'elles van ser descartades per motius desconeguts. Una de les que més va cridar l'atenció del públic i els fans va ser Waiting For Love, que va sonar tant als sets del festival d'Avicii com el de Martin Garrix.
Al mes de Maig Avicii va estrenar una cançó inèdita al podcast de Tiësto, anomenada I'll Be Gone o Stars. Es va especular amb que fos el següent senzill de Stories, però va quedar fora del disc. Avui dia tampoc ha estat publicada oficialment. Al Juliol Avicii va presentar tres cançons inèdites al seu podcast: Broken Arrows, Heaven (de la qual jas'ha dit que no ha estat publicada fins ara) i Can't Catch Me.

### Feeling Good
El dia 8 de Maig Avicii va estrenar un nou senzill: es tractava de Feeling Good, una versió del mateix nom de Nina Simone per una campanya publicitària de Volvo.

## Senzills

### Waiting For Love
El 22 de maig de 2015, Avicii va estrenar el primer senzill de Stories: Waiting For Love, acompanyada del seu lyric video oficial. Avicii va col·laborar amb Vincent Pontare, Salem al Fakir, Martin Garrix i Simon Aldred en la co-composició i co-producció de la cançó, i Aldred també hi posa la veu. A més, Waiting For Love va tenir videoclip oficial i dos EPs de remescles.

### Pure Grinding/For A Better Day
A principis del mes d'Agost, es va anunciar que el segon senzill del disc seria For A Better Day. Finalment el 28 d'Agost es va publicar el doble senzill amb For A Better Day i Pure Grinding. Ambdues cançons van tenir videoclips. Es va llançar un EP amb tres remescles oficials de For A Better Day fetes per KSHMR, KSHMR i Billon, mentre que Pure Grinding va tenir una única remescla oficial, la que va fer iSHi.

### Broken Arrows
Broken Arrows va ser escollida com a tercer i últim senzill oficial de Stories. El dia 23 de Novembre es va estrenar el seu videoclip oficial. A més, es va llançar un EP de remescles de la cançó. Zac Brown és l'encarregat de posar veu a la cançó.

## Diferents versions físiques
El CD de Stories va ser llançada en diverses edicions en funció del país. A la majoria del món només va sortir a la venda l'edició estàndard amb 14 pistes. Al Regne Unit, el disc incloia una quinzena pista, The Nights. Al Japó en un primer moment, Stories incloia tant The Days com The Nights; però quan Avicii va passar per aquest país amb la seva última gira es va editar una edició limitada del disc amb una portada diferent i fins a 21 pistes. Stories també va ser publicat en vinil.

## Tracklist

### Estàndard
1. Waiting For Love (veu de Simon Aldred)
2. Talk To Myself (veu de Sterling Fox)
3. Touch Me (veu de Celeste Waite)
4. Ten More Days (veu de Zak Abel)
5. For A Better Day (veu d'Alex Ebert)
6. Broken Arrows (veu de Zac Brown)
7. True Believer (veu del propi Avicii)
8. City Lights (veu de Noonie Bao)
9. Pure Grinding (veu d'Earl st Clair i Kristoffer Fogelmark)
10. Sunset Jesus (veu de Sandro Cavazza)
11. Can't Catch Me (veu de Matiyashu i Wyclef Jean)
12. Somewhere in Stockholm (veu de Daniel Adams-Ray)
13. Trouble (veu de Wayne Hector)
14. Gonna Love You (veu de Sandro Cavazza)

### Bonus track de l'edició del Regne Unit[3]
15. The Nights

### Bonus tracks de l'edició original japonesa[4]
15. The Days
16. The Nights

### Bonus tracks reedició japonesa[5]
15. The Days
16. The Nights
17. Levels - Radio Edit
18. I Could Be The One
19. Silhouettes - Radio Edit
20. X You - Radio edit
21. Feeling Good

## Curiositats
- True Believer és la única cançó de la disografia d'Avicii on ell canta.
- Algunes de les cançons que Avicii va utilitzar en les seves actuacions anteriors a Stories i que molts vam suposar que formarien part de Stories, però van quedar fora del disc són les següents: What Would I Change it To (que va formar part de l'EP Avici01), Heaven, No Pleasing Woman i Can't Love You Again.